# Meilenstein (Langenbogen)

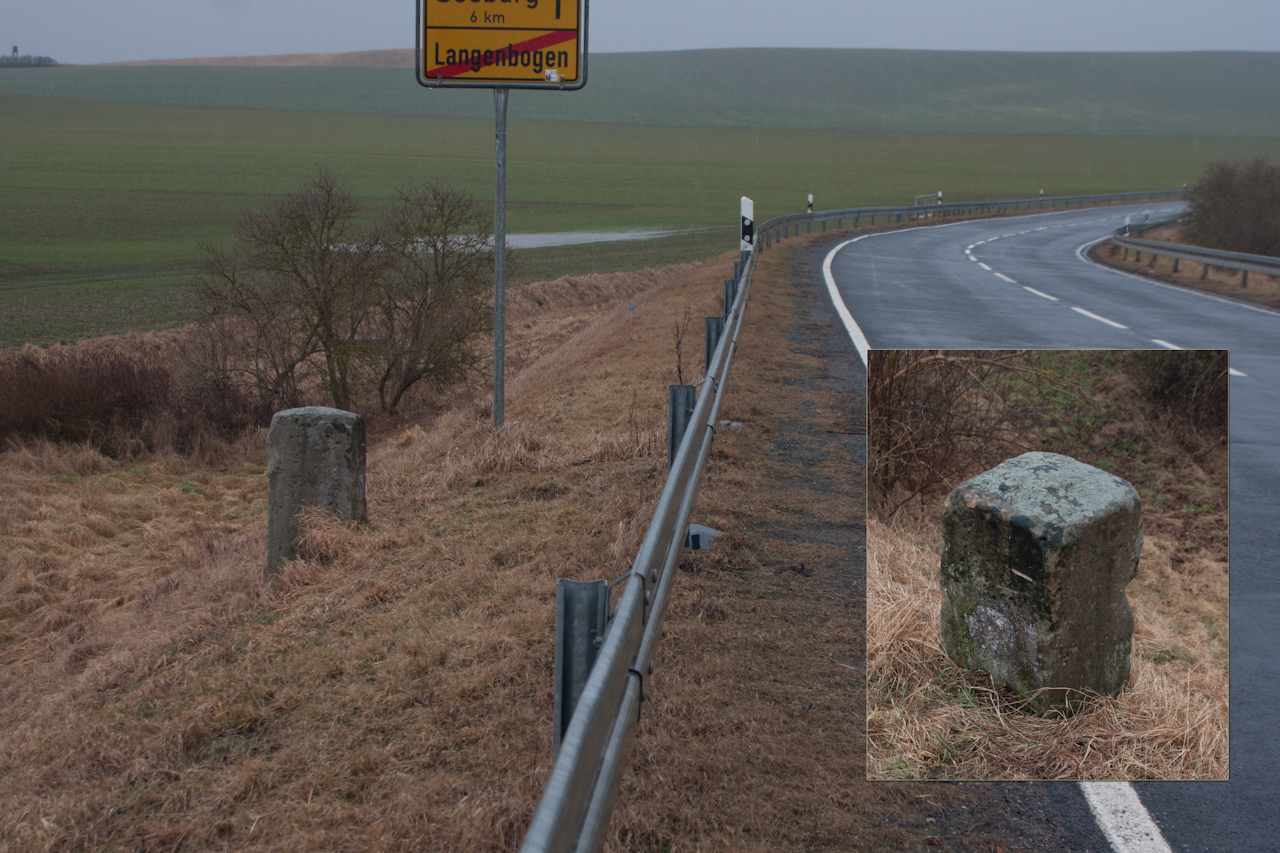
Ganzmeilenstein in Langenbogen

Der preußische Meilenstein in Langenbogen steht am westlichen Ortsausgang von Langenbogen (Gemeinde Teutschenthal) im Saalekreis in Sachsen-Anhalt.
Die hier von Langenbogen nach Eisleben führende preußische Chaussee war ein Teilstück der Chaussee Berlin–Kassel, das in den Jahren 1824 bis 1826 entstand. Die Vorgängerchaussee Halle–Langenbogen, die unter französischer Regie in den Jahren 1809 und 1810 erbaut wurde, führte nur zur Königlichen Braunkohlengrube Langenbogen. Sie ist vermutlich im Zuge der Umstellung von Meile auf Kilometer in den 1870er Jahren von den Meilensteinen beräumt worden, denn diese sind nur noch über Karteneinträge nachweisbar. Der erste Ganzmeilenobelisk westlich von Halle stand am Friedhof Granau. Während sich zwischen Halle und Langenbogen kein einziger Meilenstein befindet, sind die Meilensteine zwischen Langenbogen und Sangerhausen in der Mehrzahl erhalten geblieben.
Obwohl alle Meilensteine zwischen Langenbogen und Nordhausen dem Prinzip kleine Glocke (Viertelmeile), große Glocke (halbe Meile), Obelisk (ganze Meile) entsprechen, weist der Ganzmeilenstein von Langenbogen eine abweichende Form auf, die noch nicht endgültig geklärt wurde. Am wahrscheinlichsten ist aber, dass der hier errichtete Straßendamm einen kompletten Ganzmeilenobelisken mit Ruhebänken nicht hätte tragen können und dass der Meilenstein dann relativ schnell versunken wäre. Daher hat man einen Ersatzstein gewählt, der mit einem einfachen Oval versehen wurde, wie man es vom älteren Typ der preußischen Meilenstein kennt.
Der Stein wurde aus hellem Sandstein angefertigt, der vermutlich aus Nebra stammt, und markierte auf der Chaussee Berlin–Kassel die Entfernung von 24 Meilen vom Dönhoffplatz in Berlin. Ob und wie tief er in den Straßendamm versunken ist, lässt sich nicht genau sagen, er ragt aber mehr als einen Meter aus dem Boden. Obwohl der Stein nicht im Denkmalverzeichnis genannt wird, steht er wie jeder Meilenstein in Sachsen-Anhalt als Kleindenkmal unter Denkmalschutz.